# Liste der Naturdenkmäler im Bezirk Voitsberg
Die Liste der Naturdenkmäler im Bezirk Voitsberg listet die als Naturdenkmal ausgewiesenen Objekte im Bezirk Voitsberg im Bundesland Steiermark auf. Unter den Naturdenkmälern finden sich Nadelbäume und Laubbäume, eine Blumenwiese, ein Steinbruch und zwei Amazonit-Pegmatitvorkommen.

## Naturdenkmäler
Die Vorsortierung der Tabelle ist alphabetisch nach Gemeindenamen und KG.
| Foto |                 | Name                             | ID     | Standort                                                                                               | Beschreibung | Fläche  | Datum      |
| ---- | --------------- | -------------------------------- | ------ | --- | --- | ------- | ---------- |
| 1    | Datei hochladen | Sommerlinde (Tilia platyphyllos) | 1159   | Bärnbach, Krenhof 17 Köflach KG: Piberegg GrStNr: 47/2 Standort                                        | 20 m nördlich des Hauses der Eigentümerin, neben der Brücke über den Gradnerbach. 35 m hoch, 4,6 m Stammumfang, 15 m Kronendurchmesser, 300 Jahre alt. | 458 m²  | 15.12.2010 |
| 1    | Datei hochladen | Sommerlinde (Tilia platyphyllos) | 1179   | Edelschrott, Oberer Kreuzberg 731 KG: Kreuzberg GrStNr: .83; 667/3 Standort                            | Ca. 50 m östlich vom Wohnhaus Kreuzberg 731. Weithin sichtbarer Baum, da frei am Berghang gelegen. Höhe 30 m, Stammumfang in Brusthöhe 6 m, Kronendurchmesser 20 m, Alter 200 Jahre.                                                                                                   | 142 m²  | 18.06.1982 |
| 1    | Datei hochladen | Bergahorn (Acer pseudoplatanus)  | 1188   | Edelschrott KG: Modriach GrStNr: 184/1 Standort                                                        | Der Baum gibt dem Landschaftsbild ein besonderes Gepräge. Höhe 32 m, Stammumfang in Brusthöhe 6,5 m, Kronendurchmesser ca. 35 m, Alter ca. 300 Jahre. | 512 m²  | 14.02.1990 |
| 1    | Datei hochladen | Bergulme                         | 253747 | Geistthal-Södingberg KG: Eggartsberg GrStNr: 556/5 Standort                                            | Die Bergulme steht auf einer Seehöhe von ca. 500 m in einer Baumgruppe, unmittelbar neben einem Weinberg. Sie stellt einen Hotspot für viele Arten von Vögeln dar. Höhe: ca.14 m, Umfang: ca.227 cm, Kronendurchmesser: ca.13 m                                                        | 112 m²  | 27.02.2018 |
| 1    | Datei hochladen | Tanne (Abies alba)               | 1195   | Hirschegg-Pack KG: Hirschegg-Piber GrStNr: 3/12 Standort                                               | Die Tanne wurde vom Blitz getroffen. Sie war lt. Bezirksnaturschutzbeauftragten Pichler die wahrscheinlich bemerkenswerteste und größte Tanne des Bezirkes. Sie hatte eine Höhe von 30 m und einen Stammumfang von über 5 m, Alter von ca. 400–500 Jahre, Seehöhe 1476 m               | 151 m²  | 03.07.1991 |
| 1    | Datei hochladen | Bergahorn (Acer pseudoplatanus)  | 1182   | Hirschegg-Pack, Pack 55 vlg. Spenger KG: Pack GrStNr: 196/1 Standort                                   | 250 m nördlich des Anwesens Spenger, 15 m hoch, Stammumfang 3,5 m, Kronendurchmesser 15 m, Alter ca. 250–300 Jahre; in 0,5 m – 1 m über dem Boden zwei große Steine in den Stamm gewachsen.                                                                                            | 169 m²  | 19.07.1989 |
| 1    | Datei hochladen | Bergahorn (Acer pseudoplatanus)  | 1189   | Hirschegg-Pack, Pack 55 vlg. Spenger KG: Pack GrStNr: 196/1 Standort                                   | 50 m nordöstlich von #1182, 20 m hoch, Stammumfang in Brusthöhe: vier Stämme, Gesamtumfang 6 m, Kronendurchmesser 22 m, Alter ca. 200 Jahre. | 219 m²  | 16.03.2010 |
| 1    | Datei hochladen | Winterlinde (Tilia cordata)      | 1190   | Hirschegg-Pack, Pack 11 vlg. Brantner KG: Pack GrStNr: 757/2 Standort                                  | 10 m nördlich des Wirtschaftsgebäudes vlg. Brantner. Die Winterlinde ist 30 m hoch, Stammumfang in Brusthöhe 6,2 m, Kronendurchmesser 25 m, Alter ca. 300 Jahre. | 329 m²  | 16.03.2010 |
| 1    | Datei hochladen | Bergulme (Ulmus glabra)          | 1196   | Hirschegg-Pack, Pack 64 vlg Buchegger KG: Pack GrStNr: 293/7 Standort                                  | Der Baum ist auf Grund seiner Lage am Waldrand weithin sichtbar und ein markanter Bestandteil der Landschaft oberhalb des Packers Baches. Höhe 25 m, Stammumfang 3 m, Kronendurchmesser 23 m, Alter ca. 200 Jahre.                                                                     | 278 m²  | 07.07.1992 |
| 1    | Datei hochladen | Amazonit-Pegmatit                | 1199   | Hirschegg-Pack, Pack 97 KG: Pack GrStNr: 7/3; 8/1 Standort                                             | | 27 m²   | 13.02.1992 |
| 1    | Datei hochladen | Amazonit-Pegmatit                | 1200   | Hirschegg-Pack, Pack 35 KG: Pack GrStNr: 6/1 Standort                                                  | | 34 m²   | 11.02.1992 |
| 1    | Datei hochladen | Rotbuche (Fagus sylvatica)       | 1206   | Hirschegg-Pack, Pack 143 vlg. Vallant KG: Pack GrStNr: 148/11 Standort                                 | Die Rotbuche weist eine Höhe von ca. 25 m und einen Kronendurchmesser von ebenfalls etwa 25 m auf. Der Stammumfang in 1 m Höhe beträgt etwa 2,5 m, das Alter rund 150–200 Jahre. Die Buche teilt sich in einer Höhe von etwa 2–3 m in mehrere Stämme auf.                              | 285 m²  | 03.03.1993 |
| 1    | Datei hochladen | Rotbuche (Fagus sylvatica)       | 1212   | Kainach bei Voitsberg, Breitenbach 34 KG: Gallmannsegg GrStNr: 67 Standort                             | 300 m westlich des Anwesens Breitenbach 34 an einem Forstweg steht die Rotbuche. Höhe 35 m, Stammumfang in Brusthöhe 4 m, Kronendurchmesser 30 m, Alter 300 Jahre. | 302 m²  | 02.01.1996 |
| 1    | Datei hochladen | Rotbuche (Fagus sylvatica)       | 1214   | Kainach bei Voitsberg, Hadergasse 18, Kainach KG: Gallmannsegg GrStNr: 475/1 Standort                  | Ca. 70 m von der Kirche „Heiligen Wasser“ entfernt steht die Rotbuche. Höhe ca. 30 m, Stammumfang in Brusthöhe 4,6 m. | 165 m²  | 11.01.1996 |
| 1    | Datei hochladen | Rotbuche (Fagus sylvatica)       | 1215   | Kainach bei Voitsberg, Hadergasse 18, Kainach KG: Gallmannsegg GrStNr: 482 Standort                    | Ungefähr 40 m südlich der Kirche „Heiligen Wasser“. Höhe 25 m, Stammumfang 4 m, Kronendurchmesser 20 m, Alter ca. 300 Jahre. | 174 m²  | 11.01.1996 |
| 1    | Datei hochladen | Sommerlinde (Tilia platyphyllos) | 1220   | Kainach bei Voitsberg, Hadergasse 20, Gallmannsegg, vlg. Lukas KG: Gallmannsegg GrStNr: 958/1 Standort | Beim Anwesen vlg. Lukas oberhalb des Weges Gst.Nr 1329, ca. 300 m nördlich der Kirche Hl. Wasser, steht die Sommerlinde. Höhe 25 m, Stammumfang in Brusthöhe 7 m, Kronendurchmesser 15 m, Alter 250–300 Jahre.                                                                         | 166 m²  | 07.07.1997 |
| 1    | Datei hochladen | Submariner Gleithorizont         | 1177   | Kainach bei Voitsberg, nordwestlich Hemmerberg 86 KG: Kohlschwarz GrStNr: 777 Standort                 | Im Freisinggraben, 5 m über Straßenrand, 80 m von der Häusergruppe 84 entfernt. Aufgelassener, alter Sandstein–Steinbruch für Portale, Stufen, Mühlsteine, Tröge usw., Länge 8 m und Höhe 3,5 m.                                                                                       | 28 m²   | 18.06.1982 |
| 1    | Datei hochladen | Sommerlinde (Tilia platyphyllos) | 1218   | Kainach bei Voitsberg, Gallmannsegg 6 vlg Fraunegger KG: Oswaldgraben GrStNr: 170, Standort            | Am linken Ufer des sogen. Jackelbauernbaches ca. 250 m südöstlich des Anwesens Fraunegger steht die 250–300 Jahre alte Sommerlinde. Höhe 30 m, Stammumfang 6 m, Kronendurchmesser 25 m.                                                                                                | 320 m²  | 01.04.1997 |
| 1    | Datei hochladen | Sommerlinde (Tilia platyphyllos) | 1205   | Köflach, Zigöllerweg 45 KG: Gradenberg GrStNr: 69/1 Standort                                           | 20 m hoch, Kronendurchmesser 18 m, Stammumfang 1 m, ca. 100 Jahre alt. | 160 m²  | 16.11.1992 |
| 1    | Datei hochladen | Sommerlinde (Tilia platyphyllos) | 1202   | Köflach, Graden 63 vlg. Kink im Holz KG: Gradenberg-Piber GrStNr: 476 Standort                         | Die Sommerlinde steht 10 m westlich des Wohnobjektes. Höhe 25 m, Stammumfang in Brusthöhe 3,3 m, Kronendurchmesser 20 m, Alter 130–150 Jahre. | 172 m²  | 29.02.1996 |
| 1    | Datei hochladen | Bergahorn (Acer pseudoplatanus)  | 1203   | Köflach, Graden 63 vlg. Kink im Holz KG: Gradenberg-Piber GrStNr: 476 Standort                         | Der Baum steht 15 m nordwestlich vom Wohnobjektes. Höhe 25 m, Stammumfang 3,2 m, Kronendurchmesser 18 m, Alter 120–150 Jahre. | 143 m²  | 25.01.1995 |
| 1    | Datei hochladen | Bergahorn (Acer pseudoplatanus)  | 1204   | Köflach, Graden 63 vlg. Kink im Holz KG: Gradenberg-Piber GrStNr: 476 Standort                         | Höhe 25 m, Stammumfang in Brusthöhe 2,7 m, Kronendurchmesser 18 m, Alter 120–150 Jahre. | 160 m²  | 25.01.1995 |
| 1    | Datei hochladen | Sommerlinde (Tilia platyphyllos) | 1161   | Köflach, Graden 62 vlg. Koch im Stein KG: Gradenberg-Piber GrStNr: 457 Standort                        | | 145 m²  | 12.07.1983 |
| 1    | Datei hochladen | Sommerlinde (Tilia platyphyllos) | 1162   | Köflach, Graden 113 KG: Gradenberg-Piber GrStNr: .25; 1182 Standort                                    | Der Baum wurde stark zurückgeschnitten. Höhe 20 m, Stammumfang in Brusthöhe 5,6 m, Kronendurchmesser ca. 20 m, Alter 150–200 Jahre. | 117 m²  | 19.06.1982 |
| 0 BW | Datei hochladen | Bestand von weißen Alpenrosen    | 1551   | Köflach, Weidegenossenschaft Graden Nr. 85a KG: Oswaldgraben GrStNr: 43/1 Standort                     | Mit Verordnung vom 22. September 1952 wurde ein Bestand weißer Alpenrosen auf dem Grundstück Nr. 43/1 KG Oswaldgraben, 500 m nördlich der Terenbachhütte auf einer Höhe von 1617 m zum Naturdenkmal erklärt.                                                                           | 0,48 ha | 13.12.2010 |
| 1    | Datei hochladen | Stieleiche (Quercus robur)       | 1217   | Köflach, Bundesgestüt Piber KG: Piber GrStNr: 316/1 Standort                                           | Im Gelände des Bundesgestütes Piber – im Bereich eines alten Wirtschaftsgebäude – steht die 25 m hohe Stieleiche. Stammumfang 4 m, Kronendurchmesser 25 m, Alter ca. 300 Jahre. | 306 m²  | 22.01.1996 |
| 1    | Datei hochladen | Winterlinde (Tilia cordata)      | 1197   | Ligist, Steinberg 32 KG: Grabenwarth GrStNr: 326; 323/2 Standort                                       | Grenzbaum: 23 m hoch, Stammumfang in Brusthöhe 3,2 m, Kronendurchmesser 25 m, Alter 150 Jahre. | 274 m²  | 12.03.2010 |
| 1    | Datei hochladen | Schwarzpappel                    | 1566   | Ligist KG: Ligist GrStNr: 92/5 Standort                                                                | Die Schwarzpappel ist eine hervorragende Einzelschöpfung der Natur. Sie ist die älteste und größte, (Höhe ungefähr 26 m, Stammumfang 7,5 m, Alter über 100 Jahre) bekannte Schwarzpappel im Ligister Becken.                                                                           | 42 m²   | 09.10.2012 |
| 1    | Datei hochladen | Edelkastanie (Castanea sativa)   | 1183   | Ligist, Steinberg 43 KG: Steinberg GrStNr: 293/2 Standort                                              | Der Kastanienbaum weist eine Höhe von 30 m, Stammumfang in Brusthöhe 7 m, Kronendurchmesser 28 m und ein Alter von rund 300 bis 350 Jahren auf. Es handelt sich um den größten und ältesten Edelkastanienbaum im Gebiet von Ligist. Der Baum weist einen guten Gesundheitszustand auf. | 266 m²  | 19.07.1989 |
| 1    | Datei hochladen | Edelkastanie (Castanea sativa)   | 1191   | Ligist, Steinberg 45 KG: Steinberg GrStNr: 284 Standort                                                | | 164 m²  | 30.05.1990 |
| 1    | Datei hochladen | Winterlinde (Tilia cordata)      | 1557   | Ligist, Gemeindeamt Ligist KG: Unterwald GrStNr: 376/8; 371/2 Standort                                 | Die Winterlinden wurden anlässlich des 60-jährigen Thronjubiläums von Kaiser Franz Josef 1907 bei der Volksschule Unterwald gepflanzt. Die Linden stehen auf öffentlichen Grund. Höhe ca. 22 m und Kronendurchmesser von 18 m, Stammumfang in Brusthöhe 2,70 m.                        | 160 m²  | 18.10.2011 |
| 1    | Datei hochladen | Sommerlinde (Tilia platyphyllos) | 1168   | Maria Lankowitz, Franziskanerplatz 1 KG: Lankowitz GrStNr: .26 Standort                                | Steht neben der Pfarr- und Wallfahrtskirche Maria Lankowitz, besonders üppiger Blätterwuchs, Höhe 15 m, Stammumfang 2,6 m, Kronendurchmesser 8 m, Alter 60 Jahre. | 59 m²   | 16.03.2010 |
| 1    | Datei hochladen | Bergahorn (Acer pseudoplatanus)  | 1211   | Maria Lankowitz, Salla Dorf 39 KG: Salla GrStNr: 139 Standort                                          | Höhe 25 m, Stammumfang in Brusthöhe 4,6 m, Kronendurchmesser 20 m, Alter ca. 200 Jahre. | 159 m²  | 15.07.1994 |
| 1    | Datei hochladen | Eibe (Taxus baccata)             | 1166   | Maria Lankowitz, südöstlich Lederwinkel 14 KG: Salla GrStNr: 165/1 Standort                            | Anmerkung: Koordinaten näherungsweise | 18 m²   | 10.12.2010 |
| 1    | Datei hochladen | Eibe (Taxus baccata)             | 1167   | Maria Lankowitz, südöstlich Lederwinkel 14 KG: Salla GrStNr: 165/1 Standort                            | Anmerkung: Koordinaten näherungsweise | 15 m²   | 10.12.2010 |
| 1    | Datei hochladen | Lärche (Larix decidua)           | 1210   | Maria Lankowitz, 8570 Greißeneggerstraße 83 KG: Scherzberg GrStNr: 734/1 Standort                      | Unmittelbar neben der Kirchebenkapelle steht die Lärche. Höhe 25 m, Kronendurchmesser 14 m, Stammumfang in Brusthöhe 3,7 m, Alter ca. 250 Jahre. | 167 m²  | 12.01.1994 |
| 1    | Datei hochladen | Stieleiche (Quercus robur)       | 1192   | Mooskirchen, Eichenweg 2 KG: Mooskirchen GrStNr: 284 Standort                                          | Die Stieleiche weist eine Höhe von ca. 15–16 m, einen Kronendurchmesser von etwa 22 m, einen Stammumfang in Brusthöhe von etwa 2,5 m und ein Alter von ca. 200 bis 250 Jahren auf. Der Baum ist in der weiteren Umgebung die größte und älteste erhalten gebliebene Eiche.             | 234 m²  | 07.06.1990 |
| 1    | Datei hochladen | Stieleiche (Quercus robur)       | 1207   | Mooskirchen, östlich Stögersdorf 35 KG: Stögersdorf GrStNr: 1759 Standort                              | Im Mittelpunkt des Grundstückes 1759 steht die Stieleiche. Höhe 25 m,Kronendurchmesser 17 m, Stammumfang in Brusthöhe 3,4 m, Alter 150–200 Jahre. | 227 m²  | 13.09.1993 |
| 1    | Datei hochladen | Winterlinde (Tilia cordata)      | 1219   | Mooskirchen, Stögersdorf 22 KG: Stögersdorf GrStNr: 724; 720/1 Standort                                | Grenzbaum: Höhe 30 m, Stammumfang in Brusthöhe 4,4 m, Kronendurchmesser 25 m, Alter ca. 300 Jahre. | 282 m²  | 03.07.1997 |
| 1    | Datei hochladen | Winterlinde (Tilia cordata)      | 1254   | Söding-Sankt Johann KG: Moosing GrStNr: Nr. 568 öffentliches Wassergut Standort                        | Die Winterlinde ist eine hervorragende Einzelschöpfung der Natur, sie steht am linken Ufer des Muggaubaches. | 125 m²  | 07.07.1998 |
| 1    | Datei hochladen | Eibe (Taxus baccata)             | 1176   | Söding-Sankt Johann, Sankt Johann ob Hohenburg 1a KG: St. Johann ob Hohenburg GrStNr: .36/1 Standort   | 12 m westlich des Schlosses St. Johann ob Hohenburg, 5 m hoch, fünfstämmig, 8 m Kronendurchmesser, 400 Jahre alt. | 59 m²   | 30.07.1984 |
| 1    | Datei hochladen | Eibe (Taxus baccata)             | 1178   | Voitsberg, Feldweg 9 vlg. Groß – Gspurning KG: Thallein GrStNr: 327/1 Standort                         | Höhe 9 m, Stammumfang in Brusthöhe 2,2 m Kronendurchmesser 12 m, Alter 150 Jahre. | 108 m²  | 10.12.2010 |
| 1    | Datei hochladen | Platane (Platanus acerifolia)    | 1216   | Voitsberg, Stadtgemeinde Voitsberg KG: Voitsberg Vorstadt GrStNr: 62/1 Standort                        | Im Hof der Volksschule Voitsberg steht die 30 m hohe Platane. Stammumfang in Brusthöhe 3,5 m, Kronendurchmesser 25 m, Alter 120 Jahre. | 525 m²  | 16.03.2010 |

## Ehemalige Naturdenkmäler
| Foto |                 | Name                             | ID   | Standort                                                                                                   | Beschreibung | Fläche | Datum      |
| ---- | --------------- | -------------------------------- | ---- | --- | --- | ------ | ---------- |
| 1    | Datei hochladen | Sommerlinde (Tilia platyphyllos) | 1198 | Bärnbach, Piberegg 9 vlg. Hupfauf KG: Piberegg GrStNr: 43 Standort                                         | Die Sommerlinde steht 10 m westl. des Bauernhauses und ist 23 m hoch, Stammumfang in Brusthöhe 4 m, Kronendurchmesser 20 m, Alter 300 Jahre. | 213 m² | 13.10.1992 |
| 1    | Datei hochladen | Edelkastanie (Castanea sativa)   | 1172 | Hirschegg-Pack, Pack 33 KG: Pack GrStNr: 932/3 Standort                                                    | Vor dem Wohnhaus Nr. 33. Der Baum ist noch jung und klein von Wuchs, aber das Überstehen in 1115 m Seehöhe ist beachtlich. Höhe 25 m, Stammumfang 0,40 m, Alter 30 Jahre. | 19 m²  | 19.06.1982 |
| 1    | Datei hochladen | Tanne (Abies alba)               | 1213 | Kainach bei Voitsberg, Hadergasse 18, Kainach, Gasthaus Sauer KG: Gallmannsegg GrStNr: 480/1; 482 Standort | Die Tanne stand neben der Kirche „Heiligen Wasser“. Sie wurde in der Nacht vom 17. auf den 18. Juli 2015 durch die starken Winde während eines Unwetters umgeworfen und fiel dabei auf das Kirchendach. Dabei wurde das Dach sowie der Zwiebelhelm der Kirche schwer beschädigt. | 46 m²  | 11.01.1996 |
| 1    | Datei hochladen | Sommerlinde (Tilia platyphyllos) | 1163 | Köflach, Hauptplatz 8 KG: Köflach GrStNr: 445/11 Standort                                                  | Steht am Kirchplatz in Köflach. Schöner ausgeglichener Wuchs. Höhe 26 m, Stammumfang in Brusthöhe 3 m, Kronendurchmesser 14 m, Alter 120 Jahre. | 98 m²  | 25.08.1982 |
| 1    | Datei hochladen | Sommerlinde (Tilia platyphyllos) | 1181 | Ligist, Ligist 45 KG: Ligist GrStNr: .25 Standort                                                          | Die Sommerlinde ist 25 m hoch, Stammumfang in Brusthöhe 2,15 m, Kronendurchmesser 11 m, Alter ca. 100 Jahre. | 123 m² | 16.03.2010 |
| 1    | Datei hochladen | Mostbirnbaum (Pyrus sp.)         | 1194 | Ligist, Ligist 114 KG: Ligist GrStNr: 154/2 Standort                                                       | Knorriger, gut tragender alter Baum. Höhe 12 m, Stammumfang 2,30 m, Kronendurchmesser 12 m, Alter 150 Jahre. | 113 m² | 23.01.1991 |
| 1    | Datei hochladen | Stieleiche (Quercus robur)       | 1255 | Ligist, Ligistberg 3 KG: Ligist GrStNr: 230/1 und 236/1 Standort                                           | Grenzbaum in Ligistberg, Höhe 20 m, Umfang 2,2 m, Kronendurchmesser 15 m, Alter ca. 130 Jahre. | 90 m²  | 09.02.1999 |

| Foto:                    | Fotografie des Naturdenkmals. Klicken des Fotos erzeugt eine vergrößerte Ansicht. Daneben finden sich zwei Symbole: \| Weitere Bilder vorhanden \| Das Symbol bedeutet, dass weitere Fotos des Objekts verfügbar sind. Durch Klicken des Symbols werden sie angezeigt. \| \| Eigenes Foto hochladen \| Durch Klicken des Symbols können weitere Fotos des Objekts in das Medienarchiv Wikimedia Commons hochgeladen werden. \| |
| Name:                    | Bezeichnung des Naturdenkmals laut offiziellen Quellen |
| ID                       | Identifikator |
| Standort:                | Es ist die Gemeinde und falls vorhanden die Adresse angegeben. Darunter sind die Katastralgemeinde (KG) und die Grundstücksnummer angeführt. Durch Aufruf des Links Standort wird die Lage des Denkmals in verschiedenen Kartenprojekten angezeigt. |
| Beschreibung             | Kurze Beschreibung des Naturdenkmals |
| Fläche                   | Fläche des Naturdenkmals in Hektar (ha) |
| Datum                    | Datum oder Jahr der Unterschutzstellung |
| Weitere Bilder vorhanden | Das Symbol bedeutet, dass weitere Fotos des Objekts verfügbar sind. Durch Klicken des Symbols werden sie angezeigt. |
| Eigenes Foto hochladen   | Durch Klicken des Symbols können weitere Fotos des Objekts in das Medienarchiv Wikimedia Commons hochgeladen werden. |